# Prionochilus
A Prionochilus a madarak osztályának verébalakúak (Passeriformes) rendjébe és a virágjárófélék (Dicaeidae) családjába tartozó nem.

## Rendszerezésük
A nemet Hugh Edwin Strickland angol ornitológus írta le 1841-ben, az alábbi 6 faj tartozik ide:
- olívhátú virágjáró (Prionochilus olivaceus)
- sárgabegyű virágjáró (Prionochilus maculatus)
- skarlátbegyű virágjáró (Prionochilus thoracicus)
- Prionochilus xanthopygius
- Prionochilus percussus
- Prionochilus plateni

## Előfordulásuk
Délkelet-Ázsia területén honosak. Természetes élőhelyeik a szubtrópusi és trópusi erdők. Állandó, nem vonuló fajok.

## Megjelenésük
Testhosszuk 9–10 centiméter körüli.

## Életmódjuk
Valószínűleg gyümölcsökkel, bogyókkal, nektárral és pollennel táplálkoznak, de fogyasztanak ízeltlábúakat is.